# Теорема Крускала — Катони
У алгебричній комбінаториці теорема Крускала-Катона дає повну характеристику f-векторів з абстрактних симпліційних комплексів. Вона включає в себе як особливий випадок теорему Ердеша — Ко — Радо. Теорема названа на честь Йосипа Крускала та Дьюли О.Г. Катона. Це було також доведено Марсель-Полем Шюценбергом, але його внесок уникав уваги протягом декількох років.

## Твердження
Дано цілі додатні числа N та I, існує єдиний спосіб розкласти N у вигляді суми біноміальних коефіцієнтів наступним чином:
{\displaystyle N={\binom {n_{i}}{i}}+{\binom {n_{i-1}}{i-1}}+\ldots +{\binom {n_{j}}{j}},\quad n_{i}>n_{i-1}>\ldots >n_{j}\geq j\geq 1.}
Цей розклад можна побудувати, застосовуючи жадібний алгоритм: візьмемо ni як максимальне n, таке що {\displaystyle N\geq {\binom {n}{i}},} замінимо N різницею, i замінимо на i − 1; будемо повторювати ці операції поки різниця не стане 0. Визначимо
{\displaystyle N^{(i)}={\binom {n_{i}}{i+1}}+{\binom {n_{i-1}}{i}}+\ldots +{\binom {n_{j}}{j+1}}.}

### Твердження длясимпліційних комплексів
Вектор {\displaystyle (f_{0},f_{1},...,f_{d-1})} це f-вектор деякого {\displaystyle (d-1)}-мірного симпліційного комплексу, тоді і тільки тоді
{\displaystyle 0\leq f_{i}\leq f_{i-1}^{(i)},\quad 1\leq i\leq d-1.}

### Твердження для рівномірнихгіперграфів
Нехай A це множина яка складається з N різних i-елементних підмножин фіксованої множини U ("універсум") і B це множина всіх {\displaystyle (i-r)}-елементних підмножин A. Розкладемо N як описано вище. Тоді потужність B обмежена знизу як показано далі:
{\displaystyle |B|\geq {\binom {n_{i}}{i-r}}+{\binom {n_{i-1}}{i-r-1}}+\ldots +{\binom {n_{j}}{j-r}}.}

## Доведення
Для кожного позитивного i, перерахуємо всі і-елементні підмножини a1 < a2 < … ai з множини N натуральних чисел в колексикографічному порядку. Наприклад, для і = 3, список починається:
{\displaystyle 123,124,134,234,125,135,235,145,245,345,\ldots .}
Даний вектор  {\displaystyle f=(f_{0},f_{1},...,f_{d-1})} з позитивними цілими компонентами, нехай Δf - це підмножина булеану {\displaystyle 2^{n}}, що складається з порожньої множини разом з першими  {\displaystyle f_{i-1}} i-елементними підмножинами N в списку для i = 1, ..., d. Тоді наступні умови еквівалентні:
1. Вектор f є f-вектором симпліційного комплексу Δ.
2. Δf - симпліційний комплекс.
3. {\displaystyle f_{i}\leq f_{i-1}^{(i)},\quad 1\leq i\leq d-1.}